# Manari (Népal)
Manari (en népalais : मनरी) est un comité de développement villageois du Népal situé dans le district de Nawalparasi. Au recensement de 2011, il comptait 5 782 habitants.